# Miltochrista flavoplagiata
Miltochrista flavoplagiata är en fjärilsart som beskrevs av Rothschild 1913. Miltochrista flavoplagiata ingår i släktet Miltochrista och familjen björnspinnare. Inga underarter finns listade i Catalogue of Life.